# Imre Kovács
Imre Kovács  (ur. 26 listopada 1921 w Budapeszcie, zm. 9 marca 1996 tamże) – piłkarz węgierski grający na pozycji pomocnika. W swojej karierze rozegrał 8 meczów w reprezentacji Węgier.

## Kariera klubowa
Swoją karierę piłkarską rozpoczynał w klubach Oetl i BSZKRT SE. Następnie przeszedł do Tatabányai Bányász i w nim też zadebiutował w pierwszej lidze węgierskiej. Następnie odszedł do Diósgyőri VTK z Miszkolca, a w 1945 został zawodnikiem MTK Budapeszt. Grał w nim do końca swojej kariery, czyli do 1959. Wraz z MTK trzykrotnie wywalczył mistrzostwo kraju w 1951, 1953 i 1958 oraz sześciokrotnie wicemistrzostwo w 1949, 1950, 1952, 1954, 1955 i 1957. W 1955 zdobył z MTK Puchar Mitropa.

## Kariera reprezentacyjna
W reprezentacji Węgier Imre Kovács zadebiutował 23 maja 1948 w wygranym 2:1 towarzyskim meczu z Czechosłowacją. W 1952 zdobył z Węgrami złoty medal na igrzyskach olimpijskich w Helsinkach. W 1954 został powołany do kadry na mistrzostwa świata w Szwajcarii, na których Węgry wywalczyły wicemistrzostwo świata. Na Mundialu był rezerwowym i nie rozegrał żadnego spotkania. Od 1948 do 1954 rozegrał w kadrze narodowej 8 meczów.
| Mecze i gole w reprezentacji | Mecze i gole w reprezentacji | Mecze i gole w reprezentacji | Mecze i gole w reprezentacji | Mecze i gole w reprezentacji | Mecze i gole w reprezentacji | Mecze i gole w reprezentacji |
| #                            | Data                         | Stadion                      | Rywal                        | Wynik                        | Gol                          | Rozgrywki                    |
| 1948                         | 1948                         | 1948                         | 1948                         | 1948                         | 1948                         | 1948                         |
| ---------------------------- | ---------------------------- | ---------------------------- | ---------------------------- | ---------------------------- | ---------------------------- | ---------------------------- |
| 1.                           | 23.05.1948                   | Budapeszt, Węgry             | Czechosłowacja               | 2:1                          | 0                            | towarzyski                   |
| 1950                         |                              |                              |                              |                              |                              |                              |
| 2.                           | 24.09.1950                   | Budapeszt, Węgry             | Albania                      | 12:0                         | 0                            | towarzyski                   |
| 1951                         |                              |                              |                              |                              |                              |                              |
| 3.                           | 27.05.1951                   | Budapeszt, Węgry             | Polska                       | 6:0                          | 0                            | towarzyski                   |
| 4.                           | 14.10.1951                   | Ostrawa, Czechosłowacja      | Czechosłowacja               | 2:1                          | 0                            | towarzyski                   |
| 1952                         |                              |                              |                              |                              |                              |                              |
| 5.                           | 27.05.1952                   | Moskwa, ZSRR                 | ZSRR                         | 1:2                          | 0                            | towarzyski                   |
| 6.                           | 15.06.1952                   | Warszawa, Polska             | Polska                       | 5:1                          | 0                            | towarzyski                   |
| 7.                           | 22.06.1952                   | Helsinki, Finlandia          | Finlandia                    | 6:1                          | 0                            | towarzyski                   |
| 8.                           | 15.07.1952                   | Turku, Finlandia             | Rumunia                      | 2:1                          | 0                            | IO 1952                      |

## Kariera trenerska
Po zakończeniu kariery piłkarskiej został trenerem. Prowadził takie zespoły jak: MTK Budapeszt, egipski, Canal Suez, Pécsi Dózsa, Videoton SC, Újpesti Dózsa, Salgótarjáni BTC, Raba ETO i Nyíregyházi VSSC.
Zespół MTK Imre Kovács doprowadził do wywalczenia wicemistrzostwa Węgier w 1963, zdobycia Pucharu Mitropa w tym samym roku i dojścia do finału Pucharu Zdobywców Pucharów w 1964. W 1972 i 1973 był mistrzem kraju z Újpestem.